# لوبركاليا

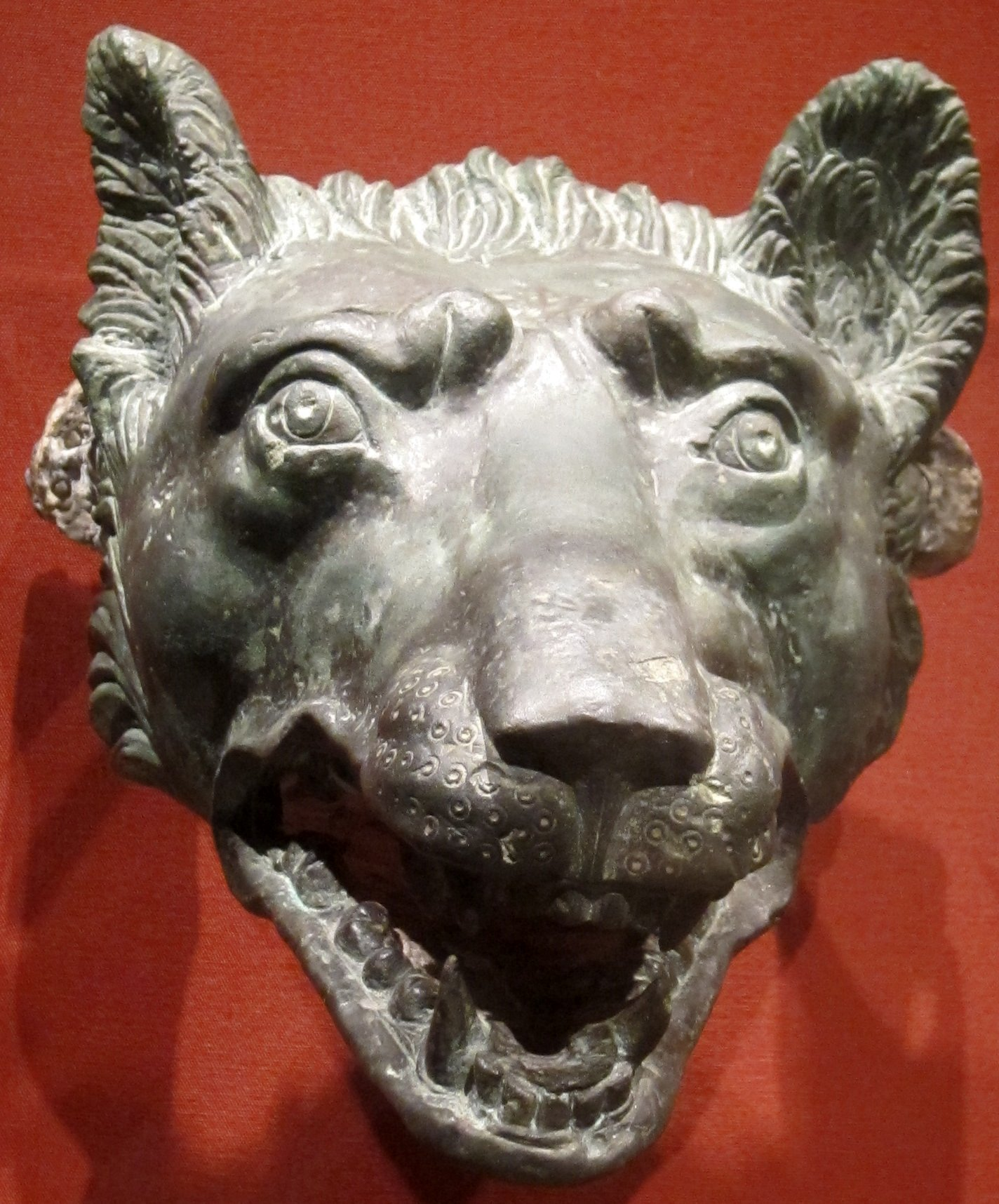
لوبركاليا الاسم يعني الذئب. رأس الذئب البرونزي، القرن الأول الميلادي.

اللوبركاليا (أو مهرجان الخصب) (بالإنجليزية: Lupercalia)‏ هو مهرجان سنوي كان الرومان يقيمونه من الثالث عشر إلى الخامس عشر من شهر شباط تكريماً للوبركوس [الإنجليزية] إله الحقول والقطعان، وذلك بغيةَ ضمان «الخصب» للناس والقطعان والحقول. وهو مهرجانٌ رعوي قديم، ربما يرجع إلى ما قبل العصر الروماني. ويُعتبر أحد أشهر المهرجانات الرومانية وأكبرها الذي تصاحبه طقوس جنسية وعربدة وسُكرٍ، والذي كان قد استمرت إقامته وإحياؤه حتى مع بدء ظهور المسيحية. وهُناك زعم ينسُبُ سبب ظهور عيد الحب في العصر الحديث لهذا المهرجان القديم. ويُقام المهرجان عند كهف أو عرين لوركال في سفح جبل أفنتين المُقدس، ويذهب بعض الباحثين إلى أنَّ اللوبركال هو المكان الذي كانت تُرضع فيه الذئبتان رومولوس وريموس. ويُضحى بكبشين وكلب كقرابين للإله - أما الكبش أو الماعز فسبب التضحية به إلى أنَّ الإله بان له قدم الماعز وحوافره. أمَّا الكلب فيرجع إلى أنَّه يُوصف عادةً بأنَّه حارس حارس للغنم.
يُقام المهرجان سنويًا تحت إشراف مجموعة من الكهنة تسمى اللوبرسي. أصول المهرجان غير واضحة، على الرغم من أن الاشتقاق المحتمل لاسمه من lupus الذئبة (اللاتينية: "wolf" الذئب) وقد اقترح ارتباطًا مختلفًا بإله قديم كان يحمي القطعان من الذئاب وبالذئب الأسطوري الذي رعى رومولوس وريموس. كطقوس للخصوبة، يرتبط المهرجان أيضًا بالإله فاونوس.

## حيثيات المهرجان

### الطقوس والمعنى

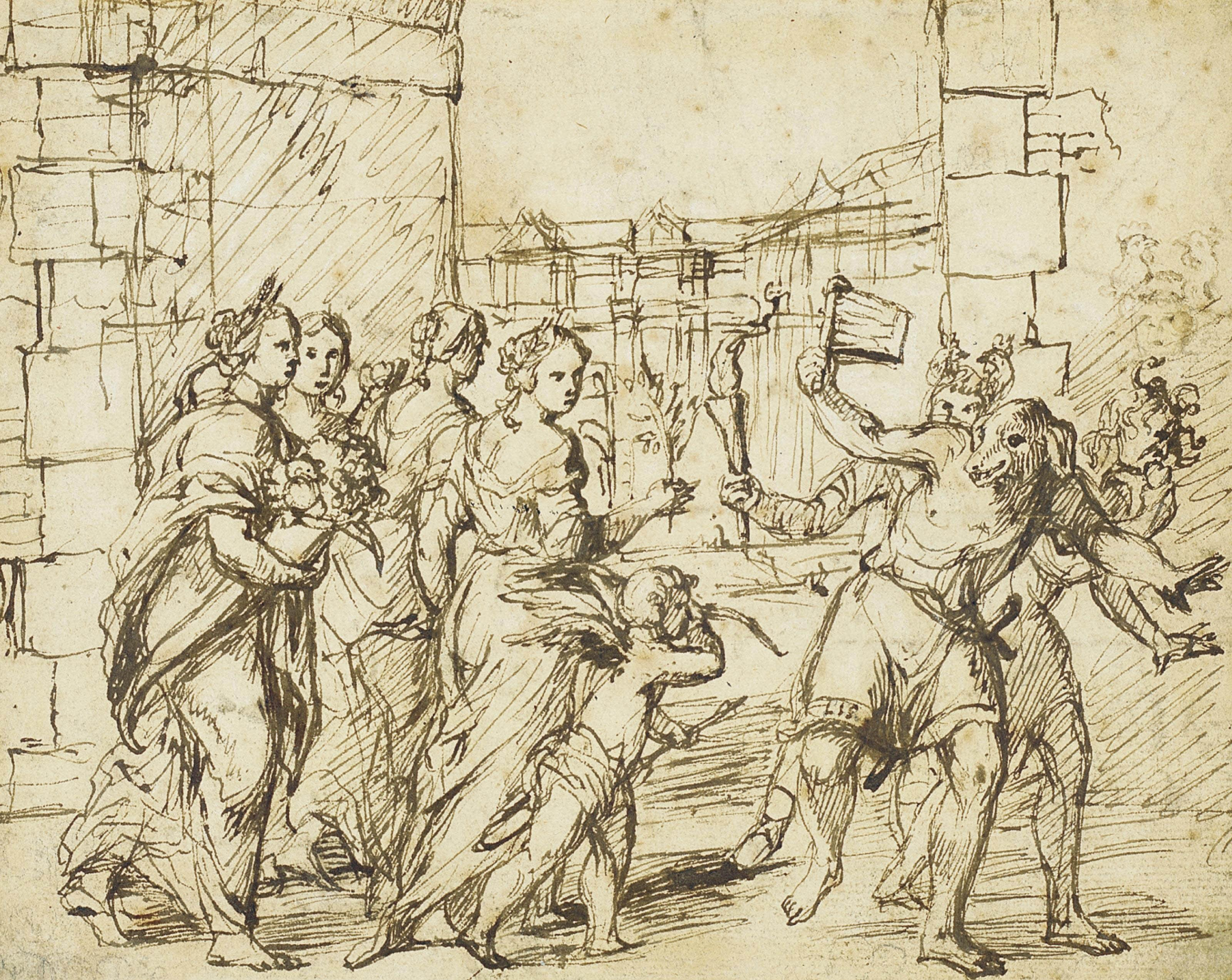
مهرجان لوبركاليان في روما (حوالي 1578–1610)، رسمته دائرة آدم إلشايمر، يظهر فيه اللوبرسي يرتدون زي كلاب وماعز، مع كيوبيد وتجسيد للخصوبة.

كان الكهنة في عید لوبركاليا المخصص للإله فاونوس يضربون النساء عمدًا بسياط من جلود الحيوانات المضحى بها؛ لتطهيرهن ولزيادة وتعزيز قدرتهن الإنجابية. وكان اللوبرسي (بالإنجليزية: Luperci)‏، وهم كهنة المهرجان لا يلبسون شيئًا ما عدا بعضًا من جلود الماعز التي يغطون بها مناطقهم الحساسة، يُهرولون حول تل البلاتين يدعون الإله فاونوس أنْ يُبعِدَ عنهم الأرواح الشريرة، ويضربون وهم يُهرولون مَن يلقون من النساءِ بسياطٍ من جلود الحيوانات المُضحى بها ليطهرونهُنَّ ويزيدوا في قدرتهنَّ على إنجاب الأبناء، ثمَّ يُلقون بعد هذا بدمى مصنوعة من القشِّ في نهر التيبر؛ لاسترضاء إله النهر، ولعلَّ هذا الإله في الأيام التي كانت أكثر همجية كان يتطلب أن تُلقى فيه أضحيات بشرية. كانت تجري احتفالات اللوبرکالیا في الخامس عشر من شباط وهي من بين أهم الاحتفالات في التقويم الروماني. وكانت تهدف إلى التطهر. حيث يضحي بالماعز أنثى وذكرًا، وربما بالكلاب أيضا. وبعد التضحية بالحيوانات كان يساق شابان إلى المذبح، فیلمس الكهنة حواجبهما بسكاكين يقطر منها الدم ويمسحونها بحشوة صوفية مشبعة بالحليب ينفجر بعدها الشابان بالضحك. ثم يؤدي كهنة لوبرسي، نصف عراة وملفوفين فقط بجلد الماعز المضحى بها، طقوسا تمد خلالها النساء اللواتي يرغبن بأن يحملن أيديهن ويدرن ظهورهن کي تُساط بجلد الماعز.
يقدم أوفيد شرحًا مسلياً لعري اللوبرسي. فقد فاجأ فاونوس ذات يوم هرقل وأومفاله [الإنجليزية] نائمين في كهف. أمل فاونوس في أن يستغل المرأة الشابة النائمة، ولكن الحبيبين كانا قد تبادلا بمرح ثوبيهما. لم يلحظ فاونوس هذا في العتمة، ومخدوعًا بنعومة الثوب الذي كان يرتديه هرقل اقترب منه بدلا من أو أومفاله، فرُدَّ بفظاظة كما من الممكن أن نتخيل. ولتجنب مثل هذه البلية في المستقبل أصر فاونوس على أن يبقی کهنته عراة عند احتفالهم بمهرجانه.

### حظر المهرجان

قيصر يرفض الإكليل (1894)، عندما قدمه مارك أنتوني خلال عيد اللوبيركاليا.

تشهد أوصاف مهرجان اللوبيركاليا لعام 44 قبل الميلاد على استمراريته؛ استخدمها يوليوس قيصر كخلفية لرفضه العلني (ربما على مراحل) للتاج الذهبي الذي قدمه له مارك أنتوني. على الرغم من حظر جميع الطوائف والمهرجانات غير المسيحية في عام 391، فقد تم الاحتفال باللوبيركاليا من قبل السكان المسيحيين اسميًا بشكل منتظم في عهد الإمبراطور أناستاسيوس. ادعى البابا جيلاسيوس الأول (494-96) أن «الرعاع الحقراء» فقط هم من شاركوا في المهرجان وسعى لإلغائه بالقوة. احتج مجلس الشيوخ على أن اللوبيركاليا كان ضروريًا لسلامة روما ورفاهيتها. أثار هذا الاقتراح جيلاسيوس فسخر منه قائلاً بأنه «إذا تم تأكيد أن هذه الطقوس لها قوة مفيدة، فاحتفلوا بها بأنفسكم على غرار أسلافكم؛ اركضوا عراة لكي تكونوا محط سخرية بشكل صحيح».
لم تحظر اللوبيركاليا إلا في العام 494 ميلادي من قبل البابا جيلاسيوس الذي استبدلها باحتفال على شرف التطهير الطقسي للعذراء. لا يوجد دليل معاصر يدعم المفاهيم الشعبية القائلة بأن جيلاسيوس ألغى لوبركاليا، أو أنه هو أو أي أسقف آخر استبدلها بعيد تطهير السيدة العذراء مريم. وتعود العلاقة الأدبية بين اللوبيركاليا والعناصر الرومانسية لعيد القديس فالنتاين إلى تشوسر والتقاليد الشعرية للحب نبيل.